# جواز سفر ليبي
جواز السفر الليبي هو الوثيقة الأساسية المطلوبة من المسافرين الذين يحملون جنسية دولة ليبيا، وإن كان يمكن السفر أحياناً السفر من ليبيا إلى بعض الدول بوثيقة سفر مؤقتة (مثل مصر، و تونس في الوقت الحالي).
الجواز السفر الليبي الالكترونى باللون الأزرق الداكن ويتوسطه شعار ليبيا «النجمة والهلال» ومن الاعلى اسم دوله ليبيا ومن الاسفل كلمه جواز سفر.

## جواز السفر الليبي في عهد المملكة

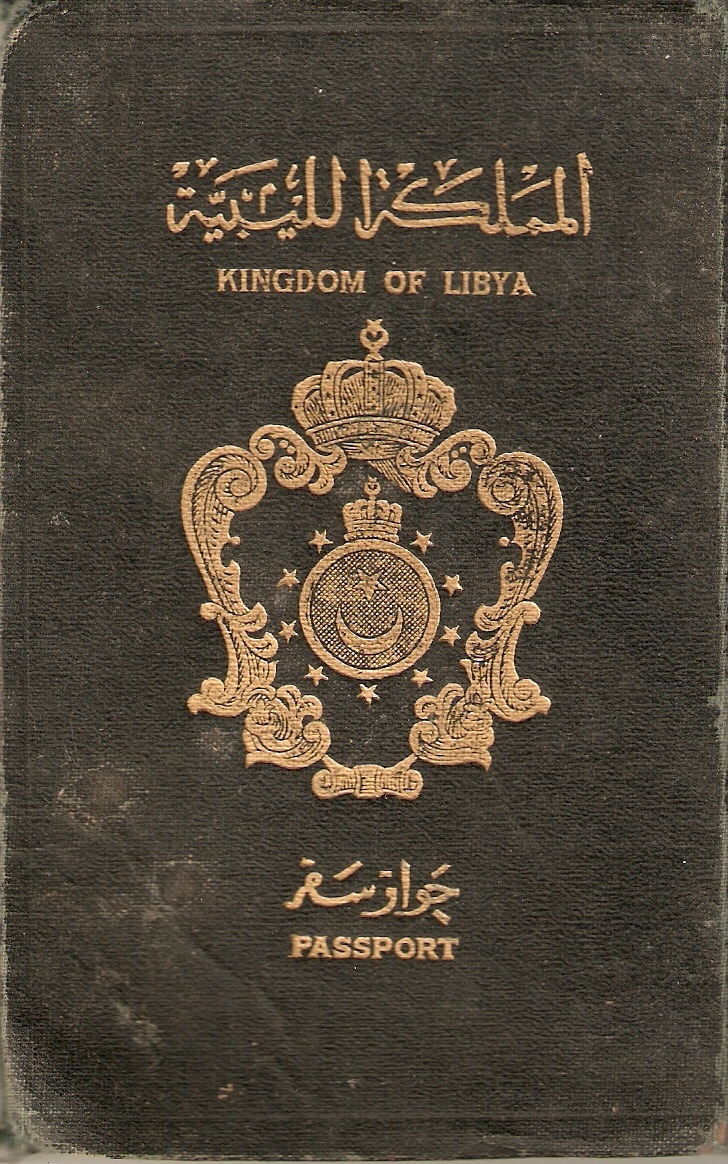
جواز السفر الليبي في عهد المملكة الليبية

في آخر عهد المملكة الليبية كان جواز السفر الليبي صالحاً للسفر إلى الدول التالية:
كافة الدول العربية، باكستان، تركيا، إيران، تشاد، النيجر، نيجيريا، غانا، الصومال، الحبشة، قبرص، مالطا، الهند، اليابان، الصين الوطنية (تايوان)، اليونان، يوغسلافيا، إيطاليا، سويسرا، النمسا، ألمانيا (الغربية)، فرنسا، إسبانيا، هولندا، بلجيكا، لوكسمبورغ، بريطانيا، الدنمارك، السويد، النرويج، الولايات المتحدة.

## جواز السفر الليبي في بداية انقلاب 1969
وبعد سنوات من حدوث انقلاب 1969 في ليبيا أُضفيت الدول التالية إلى قائمة الدول السابقة:
بلغاريا، تشيكوسلوفاكيا، روسيا، رومانيا.

## جواز السفر الليبي عهد الجماهرية

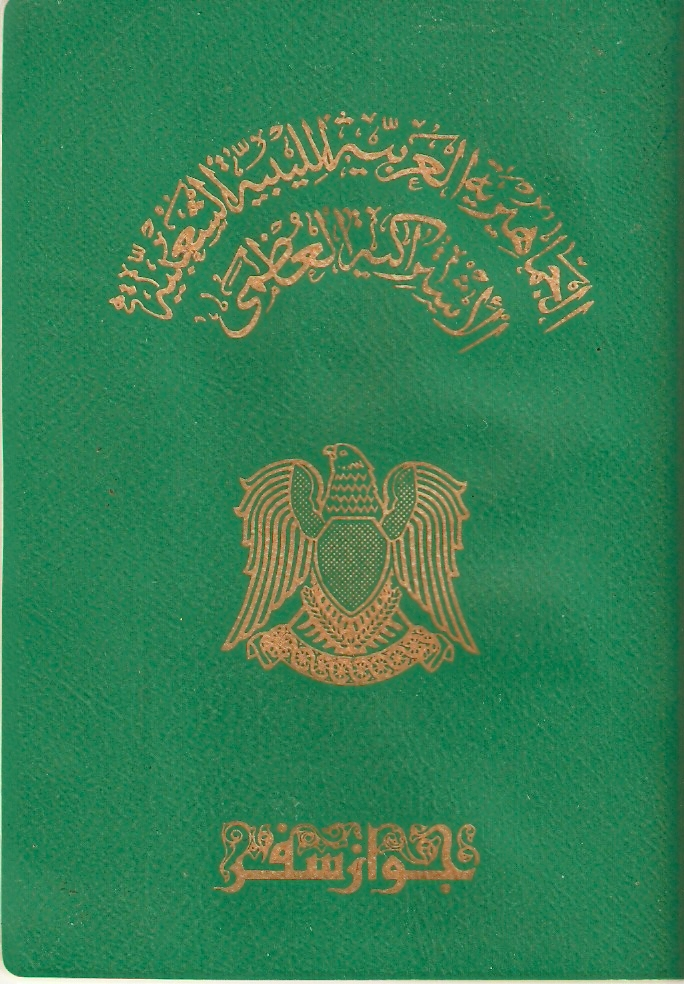
جواز السفر الليبي 1977-2011

الجواز السفر الليبي باللون الأخضر، وهو مُستلهم على الأرجح من علم الدولة أحادي اللون في الفترة 1977-2011.
في بداية تسعينيات القرن العشرين كان جواز السفر الليبي صالحاً للسفر إلى كل الدول باستثناء جنوب أفريقيا، و فلسطين المحتلة.

## جواز السفر الليبي في الوقت الحالي
أما في الوقت الحالي فإن جواز السفر الليبي صالح للسفر إلى كل دول العالم باستثناء فلسطين المحتلة.